# تلخاص العليا (شيروان)
تلخاص العلیا (بالفارسية: نلخاص علیا) هي مستوطنة تقع في إيران في قسم شیروان الريفي. يقدر عدد سكانها بـ 145 نسمة .